# Strati (ô tô)

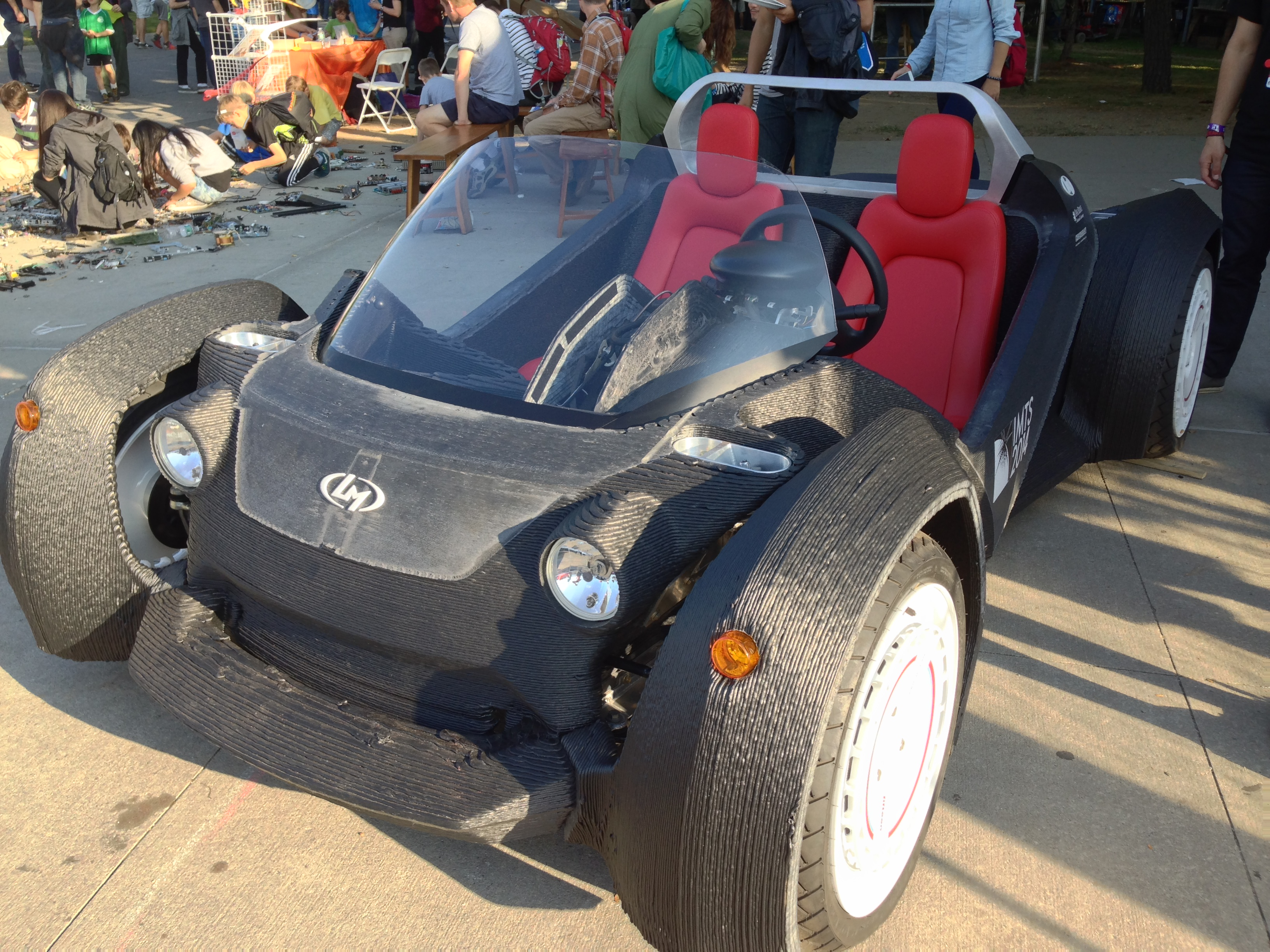
Tổng quan về Strati

Strati là một chiếc ô tô điện do hãng Local Motors phát triển với sự hợp tác sản xuất của Cincinnati Incorporated và Phòng thí nghiệm Quốc gia Oak Ridge. Đây là chiếc xe điện đầu tiên trên thế giới sử dụng phần lớn công nghệ in 3D trong quá trình sản xuất. Chiếc xe được sản xuất bằng Máy in 3D Quy mô lớn do ORNL và Cincinnati Inc. phát triển. Nó chỉ mất 44 giờ in để ra mắt tại Triển lãm Công nghệ Sản xuất Quốc tế 2014 ở Chicago, Illinois. Sau khi in, Strati được phay và lắp ráp. Chiếc xe hoàn chỉnh được lái thử lần đầu tiên vào ngày 13 tháng 9 năm 2014. Strati được cho là chiếc xe điện in 3D đầu tiên trên thế giới.

## Thiết kế
Vào tháng 4 năm 2014, hãng Local Motors tổ chức cuộc thi Motors 3D in Car Design Challenge nhằm tìm kiếm nguồn lực từ đám đông trong việc sản xuất một chiếc xe bằng máy in 3D. Chỉ có 7 thí sinh được chọn vào vòng chung kết từ hơn 200 bài dự thi. Vào tháng 6 năm 2014, Local Motors thông báo rằng thử thách đã được Michele Anoé, ứng cử viên người Ý chinh phục. Anh nhận phần thưởng 5.000 đô la. Sau cuộc thi, Local Motors đã dựa vào thiết kế của Anoé đồng thời thực hiện một số sửa đổi để chiếc xe có thể được sản xuất thông qua máy in 3D.

## Thông số kỹ thuật
Strati là chiếc xe hai chỗ được coi là xe điện "vùng lân cận". Tùy thuộc vào hình dáng của pin xe, phạm vi hoạt động của Strati có thể đạt từ 100 đến 120 mi (160 đến 190 km) với tốc độ tối đa lên đến 40 mph (64 km/h). Chiếc xe này không được thiết kế để chạy trên đường cao tốc, vì nó không đáp ứng các yêu cầu kiểm tra an toàn bắt buộc. Chiếc xe dự kiến ra mắt vào cuối năm 2015, với giá bán từ 18.000 đến 30.000 đô la.

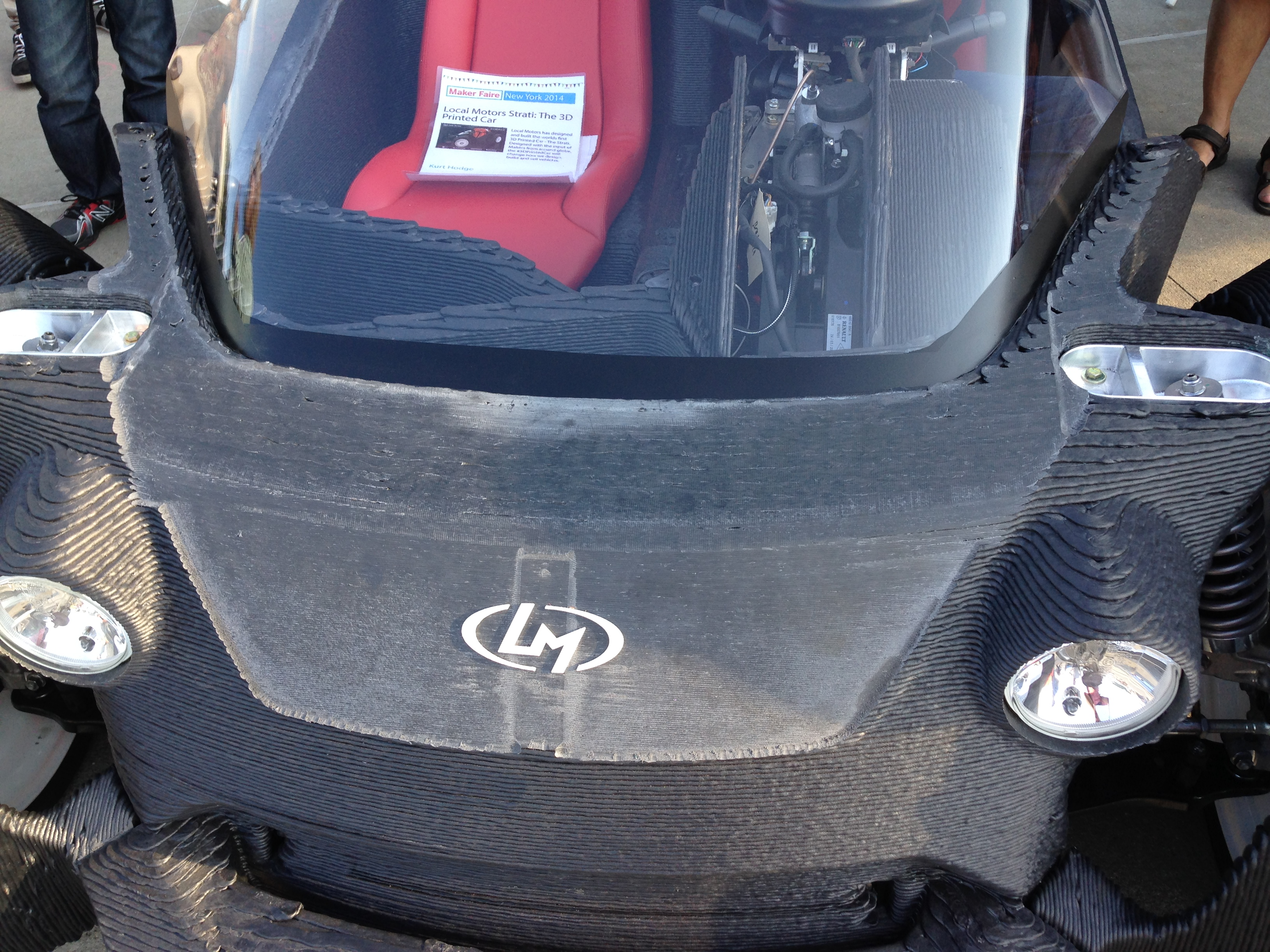
Mặt trước với buồng lái
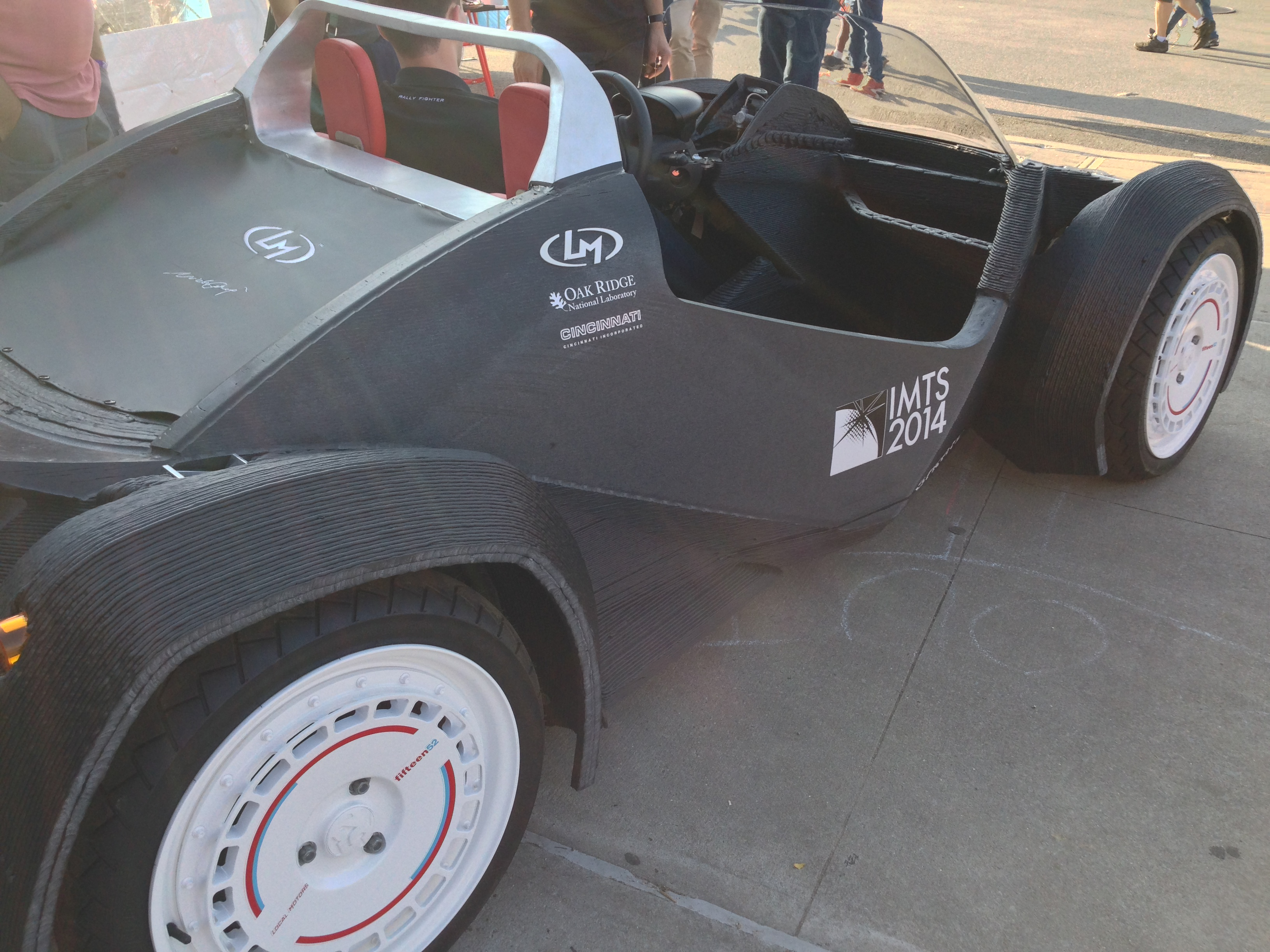
Khu vực chở khách
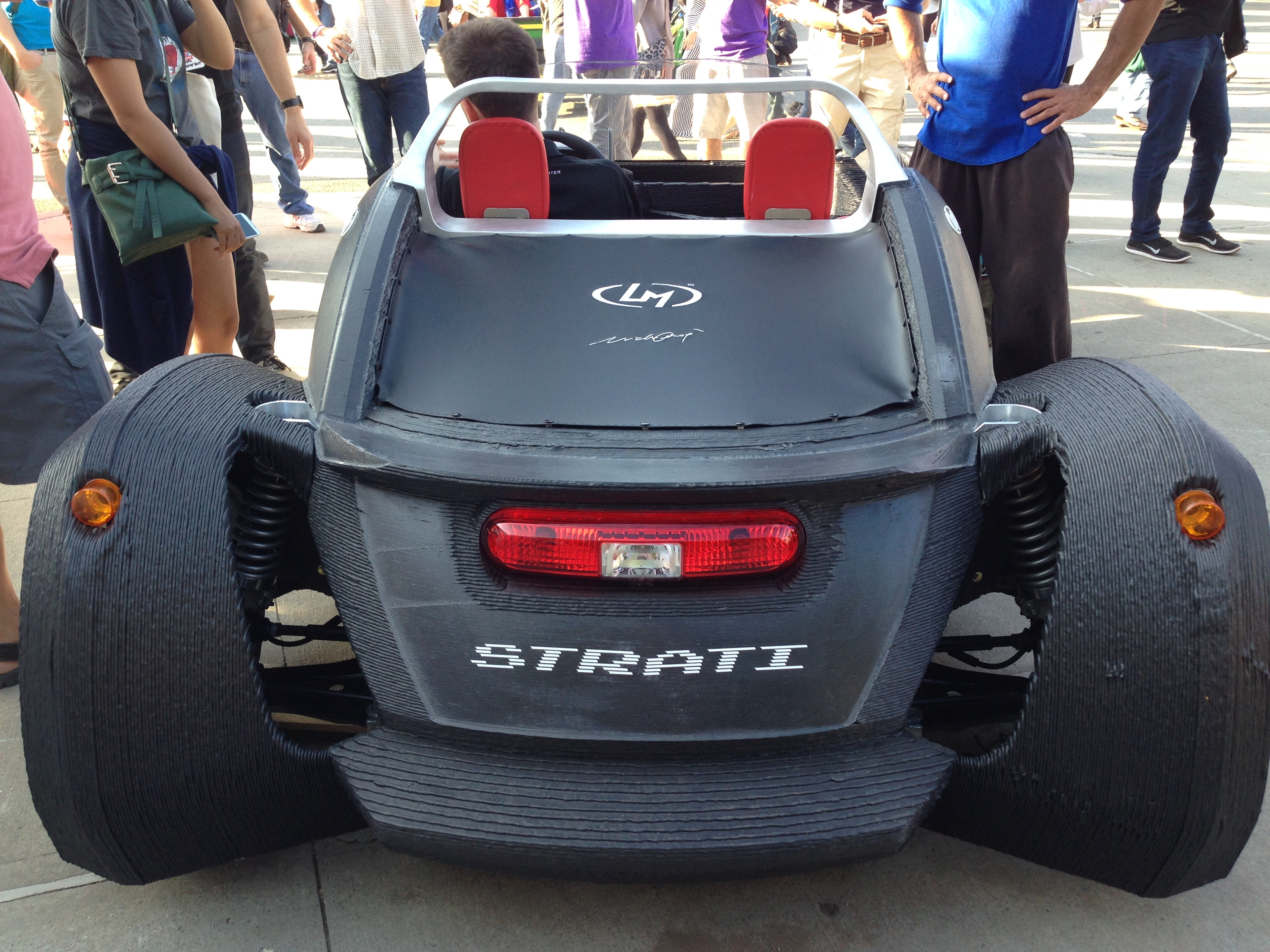
Mặt sau xe

## Chế tạo

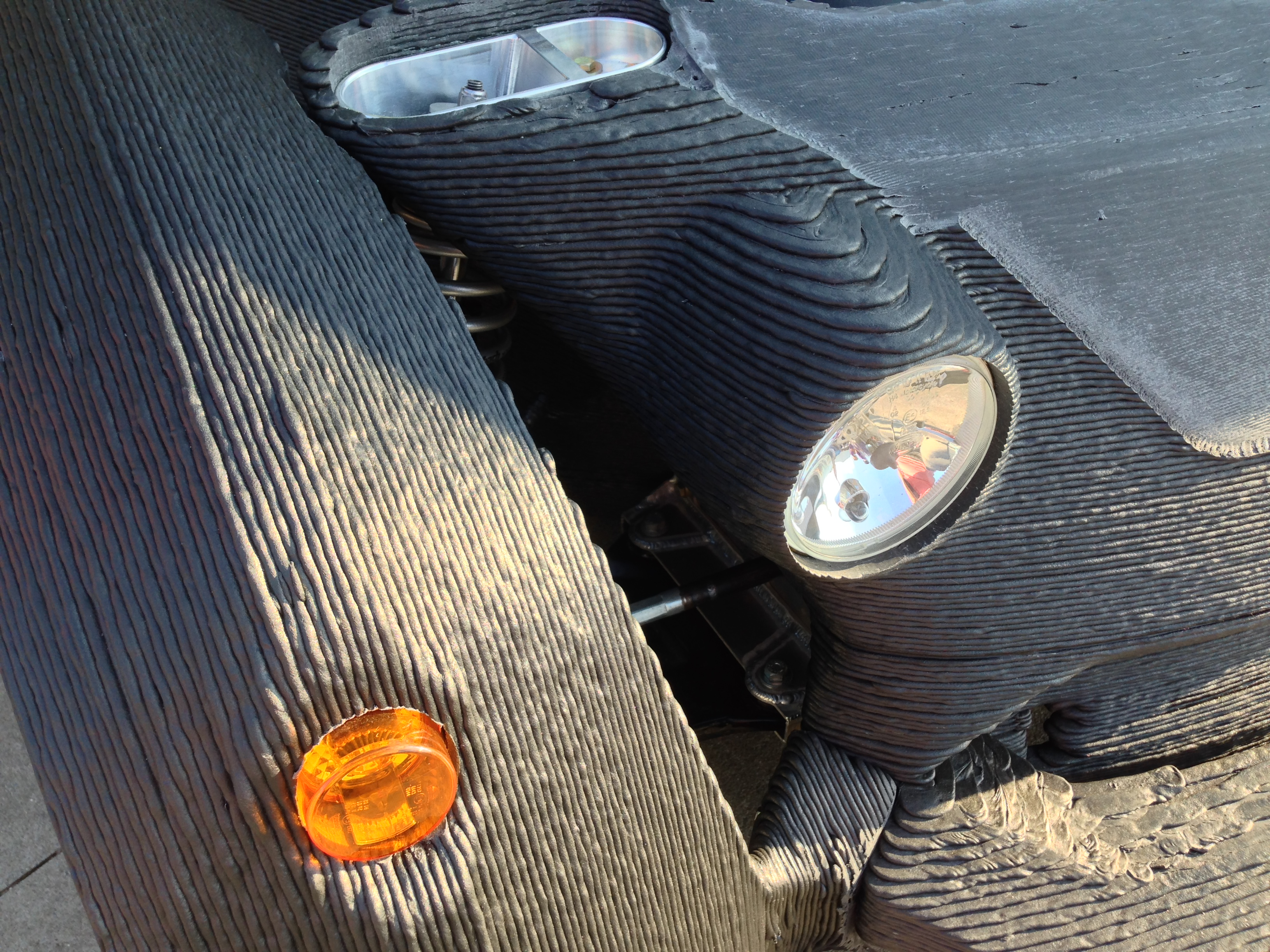
Chi tiết về phần thân Strati

Sau cuộc thi thiết kế, Local Motors đã giao bản thiết kế cho các kỹ sư tại ORNL. Các kỹ sư này sau đó đã hoàn thiện chiếc máy in 3D quy mô lớn, phục vụ cho việc chế tạo dựa trên bản thiết kế. ORNL đã làm việc với Cincinnati Incorporated để phát triển máy in cho phép in toàn bộ chiếc ô tô. Với chiếc máy in, ORNL và Cincinnati Inc. đã sản xuất tất cả các bộ phận của chiếc ô tô, cho phép họ dễ dàng lắp ráp các linh kiện máy móc, chẳng hạn như động cơ điện và pin.
Strati được in từ nhựa nhiệt dẻo sử dụng máy sản xuất phụ gia diện tích lớn (máy in 3D FDM lớn). Vật liệu này hoàn toàn có thể tái chế, có thể được cắt nhỏ và xử lý lại để sử dụng trong quá trình in một chiếc xe ô tô khác. Sau khi Strati ra đời, các bộ phận cơ điện như ắc quy, động cơ, hệ thống treo được lắp ráp thủ công.
Quy trình in đã được ORNL cải tiến kể từ tháng 7 năm 2014, giúp giảm đáng kể thời gian in từ 140 giờ xuống dưới 45 giờ vào tháng 9. Kể từ Triển lãm Công nghệ Sản xuất Quốc tế năm 2014, ORNL đã giảm thời gian in của Strati xuống dưới 24 giờ và đang tiếp tục nỗ lực nghiên cứu với hy vọng sẽ giảm thời gian in xuống còn chưa đầy 10 giờ.

## Danh hiệu xe điện in 3D đầu tiên trên thế giới
Có nhiều tranh cãi về danh hiệu chiếc ô tô in 3D đầu tiên trên thế giới. Năm 2010, một chiếc xe hybrid "Urbee" được in 3D bằng quy trình sản xuất cộng vào cho toàn bộ thân xe. Local Motors khẳng định rằng nhà sản xuất của Urbee chỉ in 3D các bộ phận bên ngoài, còn cấu trúc bên trong thì sử dụng các bộ phận tiêu chuẩn. Trong khi đó, đối với Strati, công ty tuyên bố rằng họ in 3D cho tất cả các bộ phận ngoại trừ các bộ phận "liên quan đến máy móc". Strati được cho là chiếc xe điện in 3D đầu tiên trên thế giới.